# Yazd (provins)
Yazd (persiska: استان یزد, Ostan-e Yazd) är en provins i centrala Iran. Den har 1 138 533 invånare (2016), på en yta av 73 872 km² (2016). Administrativ huvudort är staden Yazd.

## Administrativ indelning
Provinsen Yazd var vid folkräkningen 2016 indelad i 10 delprovinser (shahrestan), i sin tur indelade på ytterligare administrativa nivåer.
- Abarkuh
- Ardakan
- Ashkezar
- Bafq
- Behabad
- Khatam
- Mehriz
- Meybod
- Taft
- Yazd